# Rémy Taranto
Pour les articles homonymes, voir Taranto.
Rémy Taranto, né le 3 février 1982 à Marseille (Bouches-du-Rhône), est un rameur d'aviron handisport français, médaillé de bronze paralympique aux Jeux de Tokyo en 2020 et aux Jeux de Paris en 2024.

## Situation personnelle

### Origines
Rémy Jean Franck Taranto naît à Marseille, dans le département des Bouches-du-Rhône, en Provence-Alpes-Côte d'Azur.

## Carrière
Il est médaillé de bronze en quatre barré mixte aux Championnats du monde d'aviron 2018 à Plovdiv.  
Il remporte aux Championnats d'Europe d'aviron 2020 à Poznań la médaille de bronze en quatre barré mixte.  
Sélectionné pour les Jeux paralympiques d'été de 2024 à Paris, il décroche une nouvelle médaille de bronze en quatre barré mixte.

## Palmarès

### Jeux paralympiques
- 2020 à Tokyo —  en quatre barré mixte
- 2024 à Paris —  en quatre barré mixte

### Championnats du monde d'aviron
- 2018 à Plovdiv —  en quatre barré mixte
- 2022 à Račice —  en quatre barré mixte

### Championnats d'Europe
- 2020 à Poznań —  en quatre barré mixte
- 2021 à Varèse —  en quatre de pointe avec barreur PR3 mixte
- 2024 à Szeged —  en quatre de pointe avec barreur PR3 mixte

## Décorations
- Chevalier de l'ordre national du Mérite, le 8 septembre 2021[2].